# Dieter Leipold (Jurist)
Dieter Leipold (* 15. Januar 1939 in Passau) ist ein deutscher Jurist und emeritierter Hochschullehrer.

## Leben
Dieter Leipold wurde als Sohn des Gymnasialprofessors Hermann Leipold und dessen Frau Gertraud, geb. Steger, in Passau geboren. Nach dem Besuch der Volksschule Hacklberg und dem Abitur an der Oberrealschule in Passau 1957 studierte Leipold als Stipendiat der Stiftung Maximilianeum Rechtswissenschaften an den Universitäten München und Salamanca (Spanien). Im August 1962 legte er sein Erstes Juristisches Staatsexamen in München ab und arbeitete seit Anfang 1963 als wissenschaftlicher Assistent am Münchener Lehrstuhl von Rudolf Pohle. Dort wurde er im Dezember 1965 promoviert und legte 1966 sein Zweites Juristisches Staatsexamen ab. Vier Jahre später habilitierte er sich mit einer Arbeit zum einstweiligen Rechtsschutz.
Seinen ersten Lehrstuhl hatte er an der Universität Erlangen inne, wo er ab 1970 tätig war. 1979 wechselte er an das Institut für deutsches und ausländisches Zivilprozessrecht, Abteilung 2 an der Albert-Ludwigs-Universität Freiburg, wo er bis zu seiner Emeritierung im Jahre 2007 forschte und lehrte.
Dieter Leipold wurde der Titel des Ehrendoktors der Rechte von der städtischen Universitäten Osaka und Thrakien verliehen. Seine Forschungsschwerpunkte lagen insbesondere im Erbrecht, im BGB AT, im Zivilprozessrecht und im japanischen Recht.

## Werke (Auswahl)
- Beweislast und gesetzliche Vermutungen, insbesondere bei Verweisungen zwischen verschiedenen Rechtsgebieten. Dissertation. Duncker & Humblot, Berlin 1966, ISBN 3-428-00902-9.
- Grundlagen des einstweiligen Rechtsschutzes im zivil-, verfassungs- und verwaltungsgerichtlichen Verfahren. Habilitation. C.H. Beck, München 1971.
- BGB I: Einführung und Allgemeiner Teil. 11. Auflage. Mohr Siebeck, Tübingen 2022, ISBN 978-3-16-161829-1.
- Erbrecht. 23. Auflage. Mohr Siebeck, Tübingen 2022, ISBN 978-3-16-161550-4.